# Provincia di Charcas
La provincia di Charcas è una delle 16 province del dipartimento di Potosí nella Bolivia meridionale. Il capoluogo è la città di San Pedro de Buena Vista.
Al censimento del 2001 possedeva una popolazione di 38.174 abitanti.

## Geografia antropica

### Suddivisioni amministrative
La provincia è suddivisa in 2 comuni:
- San Pedro de Buena Vista
- Toro Toro